# Łupież różowy Giberta

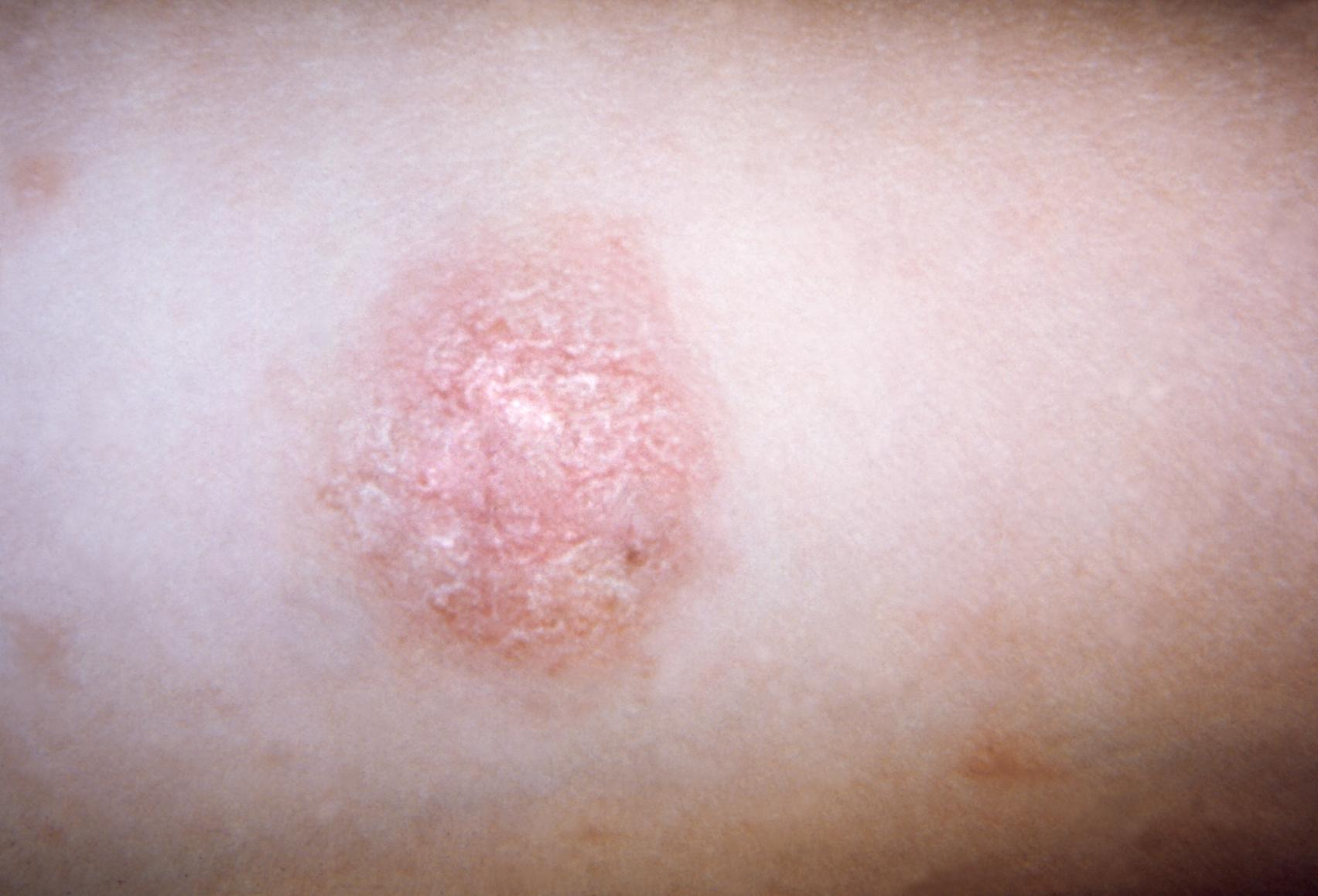
Blaszka macierzysta w przebiegu łupieżu różowego.

Łupież różowy Giberta (łac. pityriasis rosea Gibert) – choroba skóry o łagodnym przebiegu, cechująca się zmianami rumieniowo-złuszczającymi w obrębie skóry tułowia i proksymalnych (dosiebnych) części kończyn. Zwykle ustępuje sama i nie wymaga leczenia. W patogenezie łupieżu różowego zaproponowano udział ludzkiego wirusa opryszczki HHV-7 albo HHV-6.

## Etiopatogeneza
Od dawna w patogenezie łupieżu różowego jako czynnik sprawczy podejrzewano wirusy. Przechorowanie pozostawia na ogół trwałą odporność (nawroty odnotowuje się w około 3% przypadków), łupież różowy często występował u mieszkających razem członków rodziny, i częściej u chorych z immunosupresją. Niedawne badania wykazały DNA wirusów HHV-7 w zmianach skórnych i osoczu chorych z łupieżem różowym. Wirus ten występuje jednak często także u zdrowych ludzi, więc związek HHV-7 z tą chorobą pozostaje kontrowersyjny.

## Objawy
Wykwitem pierwotnym jest bladoróżowa, medalionowata plama (blaszka macierzysta) o lekko złuszczającej się obwodowo powierzchni i kilkucentymetrowej średnicy. Po 6-10 dniach na tułowiu i na dosiebnych częściach kończyn następuje wysiew licznych wykwitów. Zmiany te są symetryczne, przypominają pomniejszoną blaszkę macierzystą. Ich układ na skórze trochę przypomina choinkę; długa oś zmian przebiega wzdłuż linii rozszczepów skórnych. 
Stan ogólny chorych jest dobry. Choroba utrzymuje się przez 4-6 tygodni, po czym samoistnie ustępuje. Często zmianom skórnym towarzyszy niewielki lub nasilony świąd.

## Różnicowanie
- Grzybica skóry (tinea cutis glabrae)
- Wyprysk łojotokowy (eczema seborrhoicum)
- Łuszczyca (psoriasis)

## Leczenie
Na ogół niepotrzebne, choroba jest samoograniczająca się. Objawy ustępują po ok. 6 tygodniach, nieważne czy leczone czy nie. W razie świądu stosuje się papki z 1% mentolem lub krem hydrokortyzonowy (0,5%). 

## Historia
Choroba ta po raz pierwszy została opisana przez Camille'a Melchiora Giberta w 1860 roku.